# Placa de latón de Drake

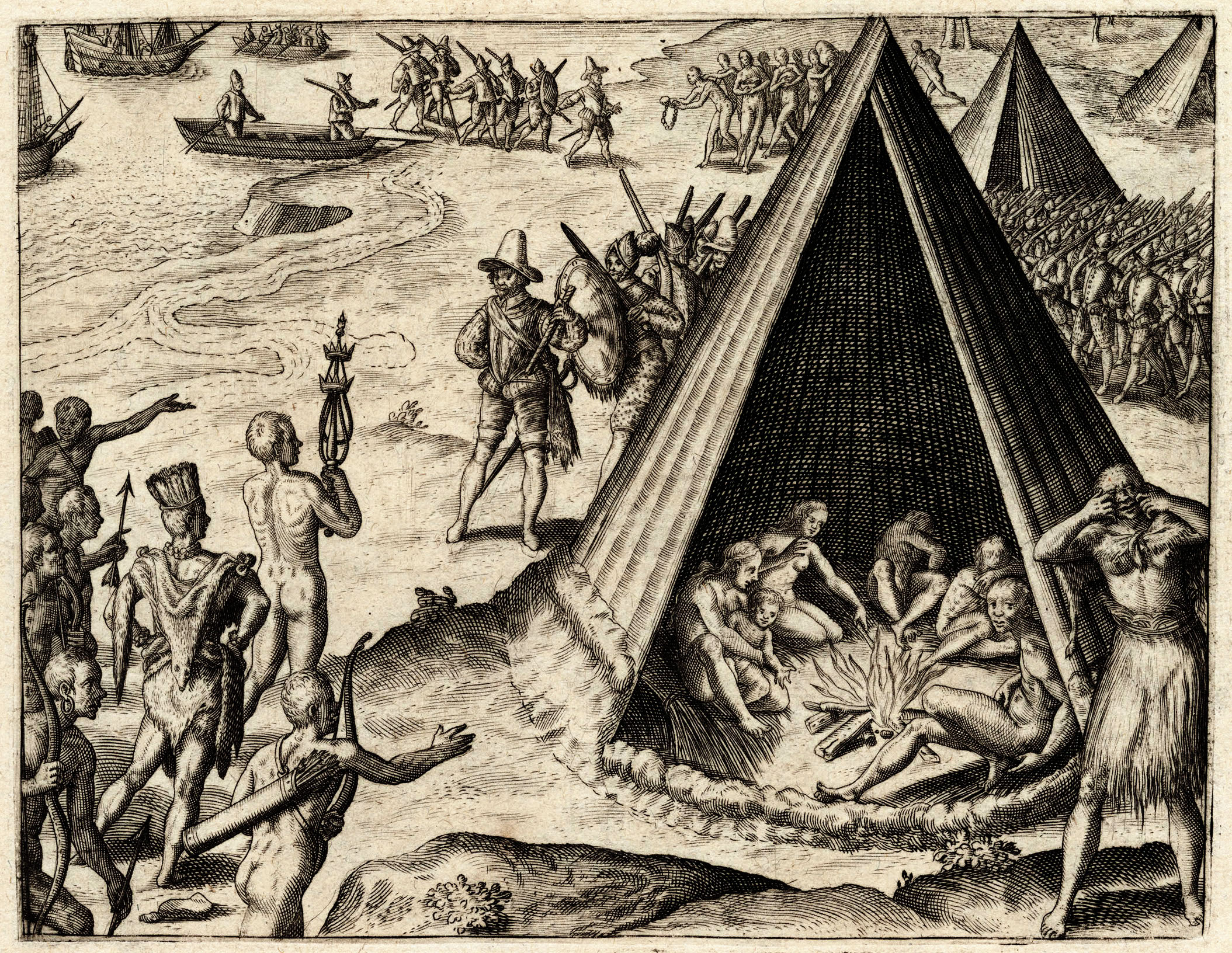
Grabado que representa el desembarco de Drake en California en 1590

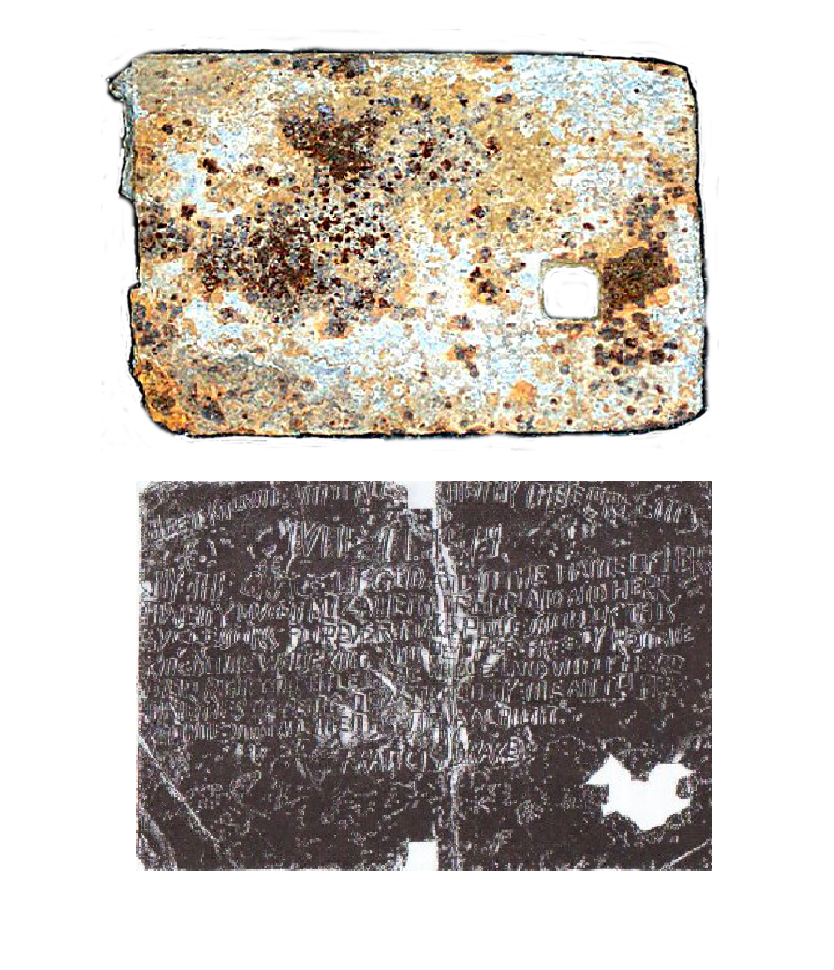
La placa de Drake (abajo), y la plancha utilizada para martillarla (arriba)

La llamada placa de latón de Drake es una falsificación, presentada en su momento como la presunta placa que el navegante inglés Francis Drake colocó en algún lugar del Norte de California, donde desembarcó en 1579. El bulo tuvo éxito durante 40 años, a pesar de las primeras dudas que suscitó su aparición. Después de que la placa llamó la atención del público en 1936, los historiadores plantearon sus dudas acerca del texto, de la ortografía y de la fabricación de la placa. Los autores del engaño facilitaron información falsa sobre el origen de la pieza, y numerosos expertos supusieron que la placa era auténtica después de que un primer estudio metalúrgico concluyera que era genuina.
Sin embargo, a finales de la década de 1970, los científicos determinaron que la placa era una creación moderna, después de detectarse una serie de incoherencias tras las nuevas pruebas físicas y químicas realizadas. Gran parte del misterio que rodeaba a la placa se mantuvo hasta 2003, cuando los historiadores formularon una teoría sobre quién creó la placa y por qué motivo, demostrando que la placa era una broma urdida por una hermandad de aficionados a la historia locales que salió mal. La placa fue adquirida por la Bancroft Library de la Universidad de California en Berkeley, donde se exhibe actualmente.

## La placa histórica

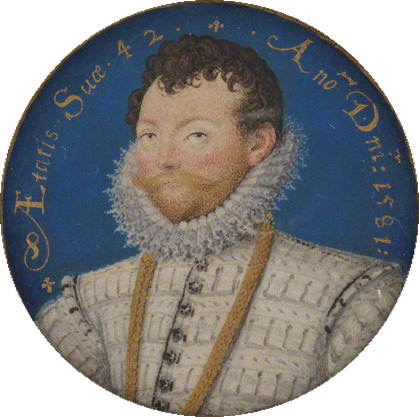
Sir Francis Drake, por Nicholas Hilliard (1581)

Drake desembarcó en algún lugar del norte de la Alta California en 1579. Según un relato contemporáneo de Francis Pretty, un miembro de la partida de Drake, el navegante dejó "un placa de bronce" como "un monumento de nuestra presencia allí", que reclamaba "para sus majestades, y sus sucesores el derecho y el título de ese reino". Las memorias también dicen que la placa incluía la fecha del desembarco, el nombre de Drake y el retrato de la reina en una moneda de seis peniques, que se veía a través de un agujero en la placa.
La descripción detallada de la placa realizada por Pretty sería la base de la broma que acabó convirtiéndose en el engaño de la placa de Drake.

## La placa encontrada: descripción y texto
La placa que salió a la luz en la década de 1930 coincidía notablemente con la descripción consignada en el registro histórico. Estaba hecha de latón (aleación de cobre y zinc; no de bronce), con letras que parecían haber sido cinceladas en su superficie. Presentaba un agujero donde podría haber estado una moneda de seis peniques, y en el texto figuraba todo el contenido que Pretty había descrito:
| TEXTO ORIGINAL EN INGLÉS: BEE IT KNOWNE VNTO ALL MEN BY THESE PRESENTS. IVNE.17.1579 BY THE GRACE OF GOD AND IN THE NAME OF HERR MAIESTYQVEEN ELIZABETH OF ENGLAND AND HERR SVCCESSORS FOREVER, I TAKE POSSESSION OF THIS KINGDOME WHOSE KING AND PEOPLE FREELY RESIGNE THEIR RIGHT AND TITLE IN THE WHOLE LAND VNTO HERR MAIESTIEES KEEPEING. NOW NAMED BY ME AN TO BEE KNOWNE V(N) TO ALL MEN AS NOVA ALBION. G. FRANCIS DRAKE (Hole for sixpence) | TRADUCCIÓN: QUE SEA CONOCIDO A TODOS LOS HOMBRES POR ESTOS REGALOS. 17 DE JUNIO DE 1579 POR LA GRACIA DE DIOS Y EN EL NOMBRE DE SU MAJESTAD LA REINA ISABEL DE INGLATERRA Y SUS SUCESORES PARA SIEMPRE, TOMO POSESIÓN DE ESTE REINO CUYO REY Y PUEBLO RENUNCIAN LIBREMENTE A SU DERECHO Y TÍTULO EN TODO EL TERRITORIO MANTENIDO POR SU MAJESTAD. AHORA NOMBRADO POR MÍ Y SERÁ CONOCIDO POR TODOS LOS HOMBRES COMO NUEVA ALBIÓN. G. FRANCIS DRAKE (Agujero para una moneda de seis peniques) |

## Orígenes: una broma pesada que salió mal
Los orígenes de la placa encontrada han sido tema de debate y de rumores prácticamente desde su aparición. Los historiadores han delimitado recientemente una imagen clara del comienzo del engaño. Trabajando durante diez años, un equipo de cuatro investigadores ha dado forma al relato completo de una broma fuera de control. Los cuatro investigadores del caso (Edward Von der Porten, Raymond Aker, Robert W. Allen y James M. Spitze), publicaron su relato en California History en 2002.

### Creación
Según este relato, la placa estaba destinada a ser una broma entre los miembros de una divertida fraternidad de entusiastas de la historia de California, la Antigua y Honorable Orden denominada E Clampus Vitus ("ECV"). La ECV se originó durante la Fiebre del Oro de California de 1849, siendo revivida en la década de 1930 por Carl Wheat, George Ezra Dane y Leon Whitsell como una fraternidad de historiadores y entusiastas de la tradición del oeste de los Estados Unidos. La ECV se describe a sí misma como "dedicada a la construcción de placas históricas", y a "la protección de las viudas y los huérfanos, especialmente de las viudas, y pasárselo en grande mientras se logran estos propósitos". Las bromas entre los compañeros "clampers" (nombre de los miembros de la Clampus Vitus) eran una parte regular de las actividades del grupo.
George Ezra Dane, uno de los líderes de la ECV, inició el engaño como una broma, destinada a que su compañero "clamper", Herbert Bolton, encontrara la pieza. La placa probablemente fue fabricada por George Clark en su taller.
El objetivo del engaño, el historiador Herbert Eugene Bolton, tenía un interés especial en la placa. Bolton fue un distinguido profesor de historia de California y director de la Biblioteca Bancroft de la Universidad de California. En su carrera, exhortó a los estudiantes a buscar la placa y a ponerse en contacto con él si alguna vez oían hablar de alguna pieza que coincidiera con la descripción histórica.
Según el relato de 2002, Dane inició el engaño. Barron, un ex conservador de historia estadounidense en el M. H. de Young Memorial Museum de San Francisco, diseñó la placa y compró el latón en un astillero cercano, donde un trabajador cortó la placa de metal con una cizalla de guillotina moderna. George Clark, inventor, crítico de arte y tasador, martilló las letras en la placa con un simple cincel. Clark le dijo a su esposa que el "C.G." situado delante del nombre de Drake (que luego se interpretó como "Capitán General"), era su propia firma. Como nota final de la broma, Lorenz Noll (1891–1962) y Albert Dressler (1887–1960) pintaron las letras "ECV" en la parte posterior de la placa con pintura solo visible sometida a la luz ultravioleta.

### Descubrimiento y pérdida
Von der Porten, Aker y Allen suponen que los conspiradores probablemente colocaron la placa en Marin en 1933, no lejos de la supuesta ubicación del desembarco de Drake. William Caldeira, un chófer, encontró la placa mientras su patrón, Leon Bocqueraz, estaba cazando cerca de la costa de Bahía Drakes con un compañero, Anson Stiles Blake. Bocqueraz era banquero, mientras que Blake era un alumno destacado y activo de Berkeley. Ambos eran miembros de la Sociedad Histórica de California.
Caldeira mostró la placa sucia a Bocqueraz, a continuación la guardó en su coche para investigar su origen, pero se olvidó de ella. Unas semanas después, la encontró de nuevo mientras limpiaba el automóvil en el ferry de San Rafael y la tiró a un costado de la carretera en San Rafael, a varias millas de su ubicación original, pero aún en el área del Condado de Marin. Esta fue la primera de una serie de casualidades que finalmente hicieron que la broma quedase fuera del control de sus autores.

### Redescubrimiento y publicidad
La placa sería encontrada nuevamente tres años después, en 1936, por Beryle Shinn, dependiente de una tienda. Shinn se la mostró a un amigo, un estudiante de Berkeley, quien le sugirió que se la llevara a Bolton. En febrero de 1937, Shinn se la llevó a Bolton, para quien la placa se convirtió en la realización de un sueño profesional de décadas. La comparó con la antigua descripción de la placa atribuida a Francis Pretty. Avisó a Robert Gordon Sproul, presidente de la Universidad de California, y a Allen L. Chickering, presidente de la Sociedad Histórica de California, sobre la posibilidad de un hallazgo importante. Chickering y Bolton negociaron la compra de la placa, ofreciendo pagar 2500 dólares (53000) y asumir todos los riesgos relacionados con su autenticidad.
Luego, otra serie de casualidades llevaron el engaño al siguiente nivel. Un día después de acordar en principio la venta de la placa, Shinn se la retiró a Bolton, diciendo que quería mostrársela a su tío y luego devolvérsela. Bolton y Chickering no volvieron a tener noticias de Shinn durante cuatro días. Aparentemente asustado de que pudieran perder esta gran oportunidad, Chickering decidió comprar rápidamente la placa por 3500 dólares (74200). Poco después, la placa se entregó a la Biblioteca Bancroft de la Universidad.
Bolton pronto anunció en una reunión de la Sociedad Histórica de California, celebrada el 6 de abril de 1937, que "¡Aparentemente se ha encontrado uno de los tesoros históricos perdidos hace mucho tiempo! ... La autenticidad de la placa me parece más allá de toda duda razonable". En ese momento, después de haberla investigado mínimamente, Bolton y Chickering se habían comprometido pública, personal y profesionalmente (y con ellos, a sus instituciones), con la autenticidad de la placa.

### Primeras dudas
Los escépticos señalaron muchos elementos sospechosos. Reginald B. Haselden, especialista en literatura isabelina, publicó una crítica de la placa en la edición de septiembre de 1937 de "California History", en la que se esbozaba una lista de problemas. La ortografía parecía moderna. La redacción no coincidía con las formas isabelinas normales. Por ejemplo, la placa dice "Reina Isabel", no la forma habitual "Isabel, por la Gracia de Dios, Reina de Inglaterra, Francia e Irlanda, Defensora de la Fe". La placa contiene las formas modernas "el" y "esto" en lugar de las formas "ye" e "y(i)s" del siglo XVI. Físicamente, la placa parecía demasiado uniforme y el aspecto de la pátina era sospechoso. Sin embargo, ninguno de estos elementos por sí solos parecía cerrar definitivamente el asunto, existiendo interpretaciones alternativas de cada uno. Los puntos de Haselden serían objeto de disputa inmediatamente. Chickering publicó una defensa de la placa en el mismo número de 'California Monthly'.

### Las advertencias de los conspiradores
La broma, originalmente pensada como un asunto interno entre "clampers", se había convertido rápida y repentinamente en un asunto público. Revelar su broma en una cena de la ECV entre amigos, acabaría siendo un asunto público muy doloroso para todos los involucrados. Como escribieron Von der Porten y otros, "la confesión privada no podía mantenerse en privado, y la confesión pública estaba cargada de grandes inconvenientes".
Los conspiradores encontraron varias formas de intentar avisar a Bolton sin dar un paso al frente. Por ejemplo, V. L. Vander Hoof, un "clamper" y profesor de Berkeley, hizo una parodia de la placa unas semanas después del anuncio del hallazgo, con la esperanza de mostrarle a Bolton que con herramientas modernas se podía fabricar una placa que se pareciera notablemente a la placa "real". Edwin Grabhorn, otro "clamper", editor de historia del oeste norteamericano, publicó una carta falsa de la "Consolidated Brasse and Novelty Company" que ofrecía una "línea especial de placas de latón" que garantizaba "hacer famosa a su ciudad natal".
Finalmente, la ECV produjo una pequeña tirada de un libro, "Ye Preposterous Booke of Brasse", que detallaba los problemas con la composición del metal, la redacción y la ortografía del texto. El libro incluso daba instrucciones a los lectores para buscar las letras "ECV" marcadas con pintura fluorescente en la parte posterior de la placa, y declaraba rotundamente: "Ahora deberíamos reclamar [la placa] como propiedad legítima de nuestra antigua Orden" (es decir, de la ECV).

### "Confirmación"
Mientras Bolton y Chickering continuaban defendiendo la placa, seguían circulando dudas y rumores. Sproul, el presidente de la Universidad, también se había preocupado.
Bolton eligió al profesor Colin Fink, presidente de la División de Electroquímica de la Universidad de Columbia, para autentificar la placa. Si bien la Sociedad de Historia de California, y ciertamente Bolton, habían estado al tanto del libro de pistas de los "clampers", es posible que Fink no lo estuviera. En cualquier caso, en 1938 Fink y su colega E. P. Polushkin confirmaron la placa como genuina en términos inequívocos: "[Es] nuestra opinión que la placa de latón examinada por nosotros es la placa de Drake genuina".
Para la mayoría de los observadores, incluidos Bolton y Chickering, esta fue la declaración definitiva sobre los orígenes de la placa, cuyas fotos comenzaron a aparecer en los libros de texto. Se vendieron copias como recuerdo, y una copia también se exhibió en la biblioteca de la Sir Francis Drake High School de San Anselmo (California), la única escuela secundaria que lleva el nombre del explorador. En varias ocasiones ceremoniales, se entregaron copias de la placa a la reina Isabel II de Inglaterra. Sin embargo, los rumores de la participación de E. Clampus Vitus en la placa continuaron circulando.

## Investigación científica
A principios de la década de 1970, la física arrojo nueva luz sobre los hallazgos de Haselden. El profesor James D. Hart, director de la Biblioteca Bancroft, elaboró un plan de revaluación en preparación para el 400 aniversario del desembarco de Drake. Solicitó al Laboratorio de Investigación de Arqueología e Historia del Arte de la Universidad de Oxford y al Laboratorio Nacional Lawrence Berkeley un análisis detallado. Las pruebas incluyeron cristalografía de rayos X, microscopía estereográfica y un análisis metalúrgico adicional. Las pruebas de difracción de rayos X y absorción de rayos gamma revelaron que la placa era demasiado lisa, fabricada con un moderno equipo de rodillos, y no aplastada por un martillo del siglo XVI. Frank Asaro, del Laboratorio Lawrence Berkeley de la Universidad de California, en colaboración con su colega Helen Michels, utilizó análisis por activación neutrónica para estudiar la placa y descubrió que contenía demasiado zinc y muy pocas impurezas para ser latón inglés isabelino, mientras que contenía trazas de metales que se correspondían con el latón americano moderno. Por su parte, Cyril Stanley Smith del MIT examinó la placa bajo un microscopio estereoscópico y descubrió que los bordes eran compatibles con los equipos de corte modernos.